# Guy Gavriel Kay

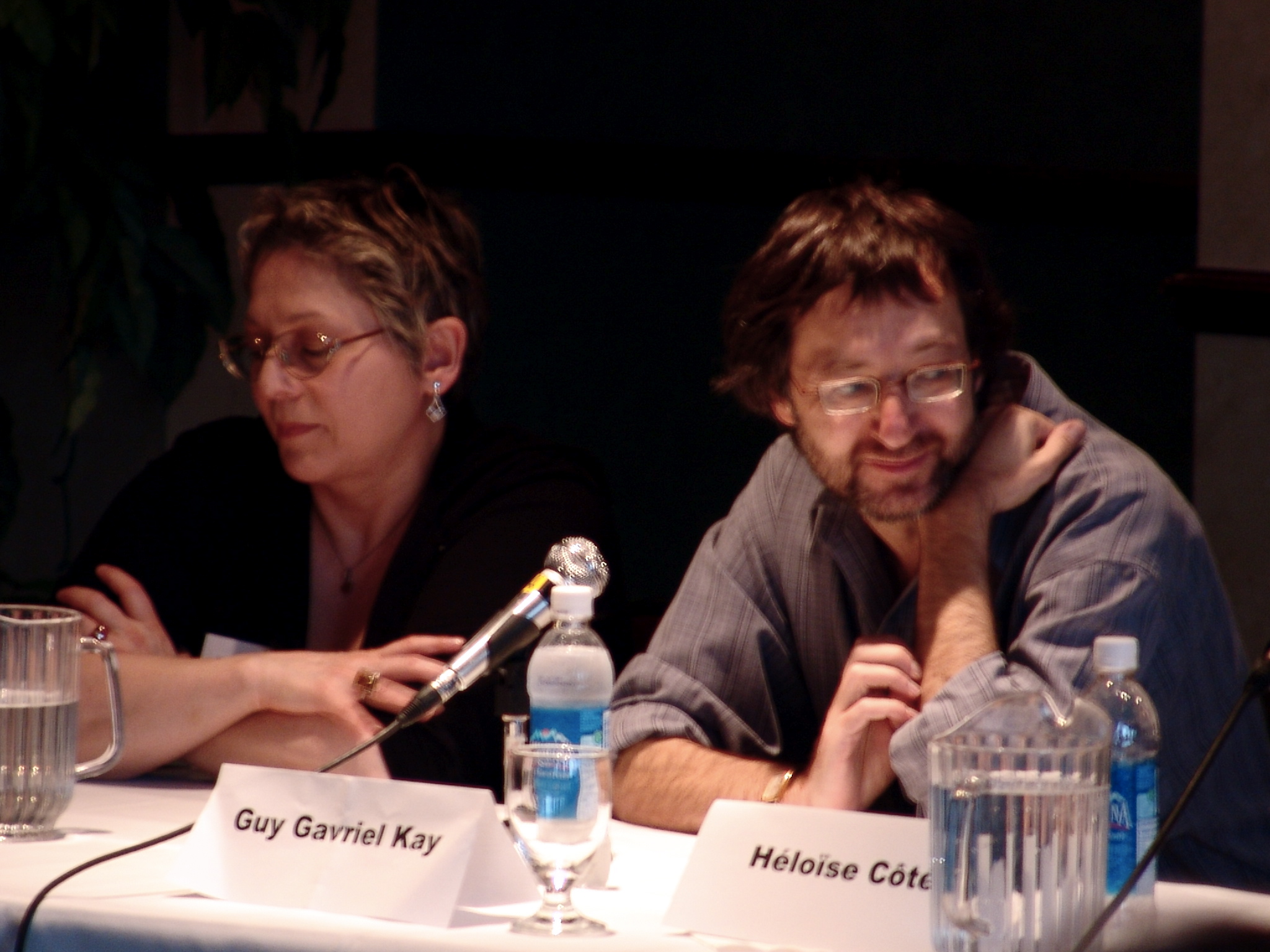
Kay in 2006

Guy Gavriel Kay (Weyburn (Saskatchewan), 7 november 1954) is een Canadese fantasyschrijver. 
Kay groeide op in Winnipeg, Manitoba. Christopher Tolkien koos Kay voor hulp bij het redigeren van het ongepubliceerde werk van zijn vader, J.R.R. Tolkien. Kay verhuisde naar Oxford in 1974 om Christopher te assisteren met The Silmarillion. 
Hij keerde terug naar Canada in 1976, maakte zijn studie rechten af aan de Universiteit van Toronto en raakte geïnteresseerd in het schrijven van fictie.
Veel van zijn romans spelen in fictieve werelden die sterk lijken op werkelijke plaatsen in historische periodes. Zo speelt The Sarantine Mosaic in een bijna-Constantinopel tijdens de regering van Justinianus I en The Lions of Al-Rassan in een bijna-Spanje ten tijde van El Cid. 
Kay won de World Fantasy Award in 2008 met de roman Ysabel. Zijn volgende roman Under Heaven (2010) werd genomineerd voor de World Fantasy Award in 2011.